# Ninlil
Ninlil (𒀭𒊩𒌆𒆤) és una divinitat sumèria. El seu nom, nin-líl, significa «Senyora del vent», i és el femení d'Enlil, el seu espòs diví. Potser era en l'origen la dea Sud, una deessa de la curació. El nom de Ninlil li va ser donat quan va ser indissociable d'Enlil, però és igualment possible que Ninlil i Sud fossin assimilades l'una a l'altra sense ser en origen la mateixa divinitat.
És la filla de Nisaba, la deessa de l'escriptura, i del déu Haya, encara que la mare de Ninlil porta un nom diferent, Nunbaršegunu, al mite Enlil i Ninlil. De la seva unió amb Enlil, amb qui compartia moltes funcions, com la de decidir el destí, van néixer diverses divinitats, entre les més importants del panteó sumero-accadi: Nergal, el déu de l'inframón, Sîn, el déu de la Lluna, Ninurta, el déu guerrer, Ningishzida, senyor de la mort, Ninazu, déu de la curació, Urash i, de vegades es diu que era també la mare d'Ishkur, el déu de les tempestes.
Els seus atributs semblen ser els d'una divinitat de la fertilitat, ja que se l'assimila a Ashnan, dea del gra, i Nintur, dea que presideix els parts, o també amb Ninhursag, la principal dea-mare dels sumeris. Però s'evoca generalment Ninlil en tant que esposa d'Enlil, i reina o senyora de tots els déus. Se l'adorava especialment a Nippur i a Tummal.
La seva unió amb Enlil és narrada en dos mites. El primer, Enlil i Ninlil, explica que Enlil la va violar després d'haver-la vista banyant-se. Condemnat per aquest acte (que té com a conseqüència el naixement del déu-lluna Nanna), Enlil és exiliat als Inferns pels altres déus, però Ninlil no li ho reprotxa i s'hi torna a unir per tres vegades. D'aquestes tres unions neixen tres criatures divines, Nergal, Ninazu i Enbilulu. Enlil acaba sent perdonat i pot pujar al Cel amb Ninlil al seu costat. L'altre mite, narrat al text anomenat Matrimoni de Sud, tracta també de la unió de la dea amb Enlil d'una manera més convencional, Enlil fa la cort a Sud abans de casar-se amb ella i després d'aquesta unió rep el nom de Ninlil.
El nom accadi de Ninlil és Mullissu. En els textos en assiri, és l'esposa del déu nacional Asshur, quan aquest pren els atributs d'Enlil. Llavors adopta alguns dels trets d'Ishtar, ja que ella també és de vegades considerada l'esposa d'Asshur.